# 東京都立墨田川高等学校
東京都立墨田川高等学校（とうきょうとりつ すみだがわこうとうがっこう）は、東京都墨田区東向島三丁目に所在する東京都立高等学校。愛称は、墨高（すみこう）。また、旧名称から、七高（ななこう）。

## 概要
府立七中を前身とする都立校。新制高校移行後は、第六学区に属し、学校群制度では両国・小松川と第61群を形成。グループ合同選抜制度では本所・両国・葛飾野・南葛飾・水元と61グループを形成した。単独選抜制度移行後、石原都政による都立高校改革により進学重視型単位制高校へ移行。現在は都から進学指導推進校に指定され、自校作成問題の導入、土曜授業復活、特進クラス設置、予備校衛星講座の開設、勉強合宿などが行われている。また、単位制に即した多様な選択科目がある。2006年（平成18年）度新入生からは標準服が制服に変更された。
軽井沢に「七生寮」、千葉の館山に「楽水寮」を所有しており、学校行事などで利用されている（寮の所有・運営管理は一般財団法人七星会）。体育祭では「族」と呼ばれる1年生からのクラスのメンバーが3年間引き継がれ、クラスではなく族対抗で争う。この伝統は、戦後まもない頃に男女共学化を経て、自然発生的にできたものである。かつては墨田区堤通（水神大橋東詰付近）に第二次ベビーブーマー対策として新設された「墨田川高校堤校舎」が存在したが（1986年 - 2003年）、2000年の進学重視型単位制高校（新宿・国分寺・墨田川）への改組の際に本校と発展的統合して閉校となった。

## 沿革

### 略歴
大正期に、東京の人口増加に伴い、当時の旧東京市内への中学増設が計画されていたが、地元府議会議員らの誘致活動により東京府南葛飾郡への中学設立が唱えられ、南葛飾郡寺島町への設立が決定した。四谷区内藤町に設立された府立六中（現：新宿高校）との同時開校であった。初代校長は沼津中学（現：静岡県立沼津東高校）校長であった砂崎徳三が任命され、教育方針、校外施設（軽井沢・沼津）の設置、校歌の制定、図書館の設置（のちの区立寺島図書館、現：区立ひきふね図書館）に尽力した。当時は学区もなく、浅草・下谷・日本橋・牛込方面等の隅田川以西地域や、千葉県・埼玉県からの越境入学者も多かった。
一高をはじめとする旧制高校や海軍兵学校、陸軍士官学校などへの進学者を輩出する一方、中学を卒業して社会に出る者も少なくなく、極端なエリート教育ではなく、地域に根ざした教育が行われていた。文人墨客に愛された向島の地に設立されたことから、優秀な国語教師が多く在籍し、校歌も近隣に居住していた幸田露伴による作詞であるなどの影響も相まって、自由で文化的な校風が育まれた。

### 年表
- 1921年 - 東京府立第七中学校として創立。
- 1922年 - 府立第一高女（現：白鷗高校・附属中学校）内にて開校。
- 1923年 - 現在地に校舎が完成。
- 1924年 - 定時制課程が、私立東京七中夜学校として開校。
- 1925年 - 校歌の制定。
- 1940年 - 府立第十七中学校（後に葛飾中と改称。現：日本橋高校・葛飾野高校）を併置。
- 1943年 - 都制施行により、東京都立第七中学校と改称。
- 1944年 - 併置の葛飾中を日本橋箱崎町に移転分離。
- 1948年 - 学制改革により、東京都立第七新制高等学校となる。
- 1950年 - 東京都立墨田川高等学校と改称。
- 1952年 - 学区合同選抜制度導入。
- 1967年 - 学校群制度が施行され、両国高校、小松川高校と61群を組む。
- 1982年 - 学校群制度が廃止され、グループ合同選抜制度により第61グループ（両国・本所・葛飾野・南葛飾・水元）を形成。
- 1986年 - 墨田区堤通に墨田川高校堤校舎を設置（61グループへ所属。校歌は本校と同じものが使われ、校長も兼務。当初は7年間限定での設置予定だった。）
- 2000年 - 学年制から進学重視型単位制へ移行。
- 2003年 - 文部科学省よりスーパーイングリッシュランゲージハイスクールの指定を受ける。堤校舎が閉校。
- 2004年 - 自校作成問題の導入。
- 2007年 - 進学指導推進校に指定される。
- 2009年 - 定時制閉課。都の重点支援校に指定される。

## 象徴

### 校章
校章は、墨堤の桜を表す桜の花弁に都立第七新制高等学校の「七高」の表記であり、校名変更後も変わらずに用いている（両国高校の校章にも「三高」の表記がある。）旧制七中の徽章は、後身たる高校と同様に桜花の中に七中と浮かしてあるが、花弁の縁を二重にして同時に種子を表し、上の一弁だけ一重で、種子から発芽する勢いを示していた。校名は、できるだけ地名に因んだもので、七中の歴史を表現したものであることが条件ということで、校内関係者で協議をして決定した。校名の他の候補としては常用漢字の中から地域に因んだ「墨田・言問・寺島・すみだがわ・七橋（当時、隅田川に架かっていた橋の数をかけたもの）」が挙がった。

### 校歌
校歌の作詞は近隣に居を構えていた幸田露伴の筆による、「隅田の川は吾が師なり」の歌い出しで始まる漢語調の格式高いもので、1925年（大正14年）に制定された。初代の砂崎徳三校長が、幸田露伴宅にお三度参りをし、露伴がその熱意に心打たれて筆を執ったと言われている。四編からなる歌詞は、出来たものから娘の幸田文により学校に届けられ、4番の歌詞以外の順番の裁量は学校に委ねられた。直筆の歌詞は永らく所在が不明だったが、その一部が発見され、敷地内に4番の直筆の歌詞を彫った校歌碑が卒業生によって寄贈されている。
また、作曲は「あかとんぼ」や「こいのぼり」で有名な童話作家である弘田龍太郎によるものであり、これも砂崎校長が軽井沢の七生寮の近くに自らの別荘を保有しており、その隣に別荘のあった弘田氏との縁による。戦後の男女共学化の折に、七中16期で新進気鋭のピアニストとして活躍していた梶原完より映画音楽などを多く手がけた作曲家の奥村一の手に渡り、混成四部合唱に編曲された。校歌は制定以来、歌詞一切を変えることなく今日に至るまで歌い継がれている。
歌詞の最後のフレーズである「不断の努力学ばなん」の「学ばなん」とは、相手にあつらえを望む意を表す終助詞の「なむ」であるため、「学んでほしい」という露伴の学生への意志が込められている。かつての露伴の居宅は墨田区立露伴児童遊園としてその名を残している。

## 部活動
- 音楽部は創部80年以上の歴史があり、「春のコーラスコンテスト2016」ユースの部では混声2位・女声3位を受賞。また、平成25年度には、第37回全国高等学校総合文化祭 合唱部門に東京都代表として出場した。
- 吹奏楽部は1996年に同好会として十数名で創部され、現在は150名を越す大所帯である。東京都高等学校吹奏楽連盟のコンクール連続金賞、都大会出場・日本管楽合奏コンテスト全国大会連続出場・シンフォニックジャズ&ポップスコンテスト全国大会 金賞および総合グランプリ（1位）等の実績がある。
- 水泳部の強豪校であり、2010年は沖縄インターハイに出場。女子総合は全国4位の実績であった。他にボート部が東京アスリート育成推進校に指定されている。
- 軟式野球部2001年に全国高等学校軟式野球大会・宮城国民体育大会の出場経験があり、また2012年度第53回秋季関東高等学校軟式野球大会では第三位の成績を収めている。

## 交通
- 京成押上線 京成曳舟駅より徒歩9分（経路案内）。
- 東武伊勢崎線・東武亀戸線 曳舟駅より徒歩8分（経路案内）。
- 東武伊勢崎線 東向島駅より徒歩7分（経路案内）。

近隣には東京スカイツリーや向島百花園などが位置している。

## その他

### 定時制
1924年（大正13年）に私立東京七中夜学校として開校以来、東京府立七中夜間中学（1933年）、東京府立進思中学（1940年）、東京府立第七中学校第二部（1943年）、東京都立第七新制高等学校定時制夜間課程（1948年）、東京都立墨田川高等学校定時制課程（1950年）という変遷を経て、現在は東京都立浅草高等学校（2006年）へ統合されている。

### 寺島図書館
1929年（昭和4年）に昭和天皇の即位を記念して、七中の図書館建設計画があったが、費用不足のため校友会と寺島町との共同事業として、隣接する小学校旧校舎を使って1930年（昭和5年）に寺島町立図書館として開館した。設置は寺島町が行い、運営には府立七中校友会が当たるという役割分担のもと、図書館への改造は町が行い、建物内部の備品と閲覧図書は七中校友会が購入。館長と小使いの給与は町が負担し、司書は七中校友会が雇った。開設にあたっては、七中在校生の各家庭から3冊以上の寄贈があった。初代館長は七中の砂崎校長が就任。七中生が付属図書館のように利用していたが、地域住民向けに、七中教師による講演会が定期的に開かれていた。
寺島町の東京市編入で、東京市立寺島図書館、また都制施行により東京都立寺島図書館となる。戦災による焼失で廃館の危機にあったが、地域の篤い要望により、都立日比谷図書館寺島分館として暫定的に存続させた後に、墨田区へ移管させるという特例措置を経て墨田区立寺島図書館となる。2013年（平成25年）4月に京成曳舟駅周辺の再開発事業の一環として誕生した墨田区立ひきふね図書館として、区立あずま図書館とともに発展的統合を遂げたため、2012年（平成24年）度末をもって閉館。現在は解体され、跡地に「喜楽里すみだ工房」（就労継続支援Ｂ型施設）が建設、2019年（平成31年）4月にオープンした。

### 墨田川高校堤校舎
第二次ベビーブーマーによる高校受験人口の増加を受けて、1985年（昭和60年）11月、都教委は墨田川高校に分校を創設することを決定。墨田川高校に開設事務所を設ける。学校の位置づけとして、墨田川高校の臨時増学級として運営するか、あるいはもう1つの墨田川高校、または1、2年生は分校、3年生は「本校」で学ぶなど色々の形態が考えられた。しかし、校長は諸般の事情から、第2の構想を採用し、「分校は61グループの一校として「本校」とは別に生徒募集を行う。その後も、基本的には、分校は分校として独自に運営しながら「本校」の良き校風はとり入れていく。」という方針に決まった。
その後、開設事務所を深川商業高校に移し、1986年（昭和61年）4月に深川商業高校を1年間の仮校舎として開校。翌年に墨田区堤通の新校舎へ移転する。7年間限定の設置予定だったため、「7年高校」などと呼ばれていたが、結果として2003年（平成15年）3月まで存続した。校歌は本校と同じ、校長も兼務、校章は本校の徽章バッジとして使用されていた略式のデザイン（校章の桜のシルエットに数字の7に高を重ねたもの）を引用し、背面の桜をコバルトブルーとし、「7」を隅田川をモチーフとしたライトブルーに、「高」の字は清潔感を表す白へ変えたものが用いられた。教育目標は、自律（自他を敬愛し、自律の精神を養う）、創造（知性を高め、想像力を養う）、実践（心身を鍛え、実践力を養う）。閉校後、残された校舎は、2003年（平成15年）4月から忍岡高校の大規模改修工事に伴う一時移転先として利用され、3年後にその役目も終えて解体工事が行われた。

## 著名な出身者

### 文芸
- 宮部みゆき（作家）
- 藤川桂介（作家）
- 枝川公一（作家）
- 半藤一利（作家、戦史研究家） - 疎開のため長岡中学へ転校
- 早乙女勝元（作家） - 夜間部中退
- 佐野眞一（作家、ジャーナリスト）
- 高瀬広居（作家、評論家）
- 滝田ゆう（エッセイスト、漫画家）
- 辻征夫（詩人）
- 山本鉱太郎（旅行作家、劇作家）

### 学術
- 川崎富作（医学博士、川崎病発見者、名誉都民）- 旧制・東京府立第七中学校
- 苅谷剛彦（教育社会学者、オックスフォード大学教授）
- 木戸衛一（政治学者、大阪大学教授）
- 吉永榮助（商法学者、一橋大学名誉教授）
- 細江英公（東京工芸大学教授、写真家、文化功労者）
- 鈴木忠義（観光学者、東京工業大学名誉教授）- 旧制・東京府立第七中学校
- 服部銈二郎（地理学者、立正大学名誉教授）- 旧制・東京府立第七中学校

### 芸能
- 市川正二郎 （俳優）- 旧制・東京府立第七中学校 - 中退
- 加東大介（俳優）- 旧制・東京府立第七中学校
- 小山源喜（俳優・声優・NHK東京放送劇団一期生）
- 坂崎幸之助（ミュージシャン、THE ALFEE） - フォークソング同好会初代会長

### 放送
- 植草貞夫（アナウンサー）
- 小川宏（アナウンサー）
- 戸崎貴広（アナウンサー）
- 中山庸介（アナウンサー）

### 財界人
- 海部八郎（元日商岩井副社長、ダグラス・グラマン事件の中心人物）- 旧制・東京府立第七中学校
- 桜井正光（リコー会長、経済同友会代表幹事。早稲田大学名誉博士）
- 米山高範（コニカ（現コニカミノルタ）社長、日本科学技術連盟理事長）

### その他
- 春日了（僧侶、奇術師、声楽家）
- 唐川和彦（学校教育研究家、臨床心理研究家、催眠療法士、心理カウンセラー）
- 志村博（映像作家、アーティスト）

## 参考・関連図書
- 『東京都立墨田川高等学校創立40・50・60周年記念誌』
- 『創立70周年記念誌 古稀』
- 『隅田の川は我が師なり ―府立七中十九期生・卒業四十五周年記念文集―』
- 『墨堤春秋 ー府立七中十九期生・卒業五十周年記念文集ー 』
- 『文集：東京府立第7中学校第20回生卒業45周年記念』
- 『東京府立中学』（岡田孝一著）
- 『寺島図書館の生い立ち』
- 『寺島図書館 創立六十周年記念誌』
- 『開校記念誌1987 東京都立墨田川高校堤校舎』（開校記念誌編集委員会）